# 2월 22일
2월 22일은 그레고리력으로 53번째(윤년일 경우도 53번째) 날에 해당한다.

## 사건
- 705년 - 측천무후가 퇴위함으로써 당나라 왕조가 복원되다.
- 1819년 - 스페인, 미국에 플로리다를 매각하다.
- 1848년 - 프랑스에서 루이 필리프 국왕을 상대로 한 프랑스 2월 혁명.
- 1921년 - 고스플란이 세워졌다.
- 1943년 - 나치 독일에서 백장미단의 단원들이 처형당하다.
- 1973년 - 미국의 대통령 닉슨이 중국을 방문하여 양자간 연락사무소 개설을 합의하다.
- 1979년 - 세인트루시아 독립.
- 2011년 - 뉴질랜드에서 규모 6.3의 강진이 일어나 최소 100여 명이 사망하였다.

## 문화
- 1983년
  - 한국방송광고공사에서 공익광고향상자문위원회 설립.
  - 대한민국의 인쇄공익광고 개시.
- 1997년 - 영국의 로슬린 연구소는 체세포 복제를 통해 복제양 돌리가 태어났다고 발표하다.
- 2011년 - 마이크로소프트에서 윈도우 7 서비스팩 1 발표.
- 2015년 - 미국 로스앤젤레스 할리우드 돌비 극장에서 제87회 아카데미 시상식이 열리다. 버드맨이 주요부문 4관왕을 석권하다.
- 2021년 - 프랑스의 전자 음악 듀오 다프트 펑크가 해체하다.

## 탄생
- 1732년 - 미국의 초대 대통령 조지 워싱턴. (~1799년)
- 1788년 - 독일의 철학자 아르투어 쇼펜하우어. (~1860년)
- 1824년 - 프랑스의 천문학자 피에르 장센. (~1907년)
- 1857년 - 독일의 물리학자 하인리히 루돌프 헤르츠. (~1894년)
- 1879년 - 덴마크의 화학자 요하네스 니콜라우스 브뢴스테드. (~1947년)
- 1880년 - 대한민국의 독립운동가 신규식. (~1922년)
- 1900년 - 스페인의 영화 감독, 영화 각본가 루이스 부뉴엘. (~1983년)
- 1905년 - 대한민국의 교육인 김영훈. (~1985년)
- 1907년 - 미국의 배우 로버트 영. (~1998년)
- 1917년 - 대한민국의 법조인, 정치인 황성수. (~1997년)
- 1918년 - 세계에서 가장 키가 큰 사람 로버트 워들로. (~1940년)
- 1921년 - 중앙아프리카공화국의 정치인 장베델 보카사. (~1996년)
- 1924년 - 대한민국의 정치인 성낙현. (~2022년)
- 1927년 - 미국의 영화배우 도널드 메이. (~2022년)
- 1928년 - 미국의 컴퓨터과학자 토마스 E. 커츠. (~2024년)
- 1930년 - 미국의 가수, 배우 마니 닉슨. (~2016년)
- 1932년 - 미국의 정치인 에드워드 M. 케네디. (~2009년)
- 1936년
  - 체코슬로바키아의 피겨스케이팅 선수 카롤 디빈. (~2022년)
  - 미국의 배우 엘리자베스 맥래. (~2024년)
- 1940년
  - 대한민국의 배우 최정훈. (~2023년)
  - 브라질의 배우 아라시 발라바냔. (~2023년)
  - 미국의 농구 선수 쳇 워커. (~2024년)
- 1941년 - 대한민국의 정치인 이길영. (~2025년)
- 1943년
  - 일본의 우익 테러리스트 야마구치 오토야. (~1960년)
  - 미국의 농구 선수 딕 반 아스데일. (~2024년)
  - 독일의 제9대 대통령 호르스트 쾰러. (~2025년)
- 1944년
  - 미국의 영화 감독 조너선 데미. (~2017년)
  - 미국의 전 변호사, 사업가 로버트 카다시안. (~2003년)
- 1945년 - 미국의 영화 배우 레슬리 찰슨. (~2025년)
- 1947년 - 대한민국의 배우 장항선.
- 1949년
  - 대한민국의 배우 서인석.
  - 대한민국의 시인 조정권. (~2017년)
  - 오스트리아의 전 자동차 경주 선수 니키 라우다. (~2019년)
- 1950년
  - 영국의 배우 줄리 월터스.
  - 프랑스의 배우 미우 미우.
- 1952년 - 대한민국의 군인 이계훈.
- 1953년 - 대한민국의 배우 이계영. (~2023년)
- 1954년 - 대한민국의 가수, 배우 김창완.
- 1957년 - 잉글랜드의 배우 로버트 배서스트.
- 1958년 - 튀니지의 정치인, 법학자, 법학 교수 카이스 사이에드.
- 1959년 - 미국의 배우 카일 매클라클런.
- 1960년 - 대한민국의 피아니스트, 교육자 김광민.
- 1962년 - 오스트레일리아의 환경운동가, 방송인 스티브 어윈. (~2006년)
- 1965년 - 대한민국의 정치인 한병환.
- 1966년
  - 대한민국의 배우 이응경.
  - 이탈리아의 전 축구 선수 루카 마르케자니.
- 1967년
  - 대한민국의 야구인 박준태.
  - 대한민국의 소설가 표윤명.
- 1968년
  - 대한민국의 기업인 김정주. (~2022년)
  - 일본의 야구 선수 사사키 가즈히로.
  - 미국의 배우 제리 라이언.
- 1969년
  - 덴마크의 전 축구 선수 브리안 라우드루프.
  - 벨기에의 전 축구 선수, 현 축구 코치 마르크 빌모츠.
  - 미국의 배우 토머스 제인.
- 1970년 - 대한민국의 배우 이항나.
- 1971년
  - 일본의 성우 코자쿠라 에츠코.
  - 필리핀의 배우 레아 살롱가.
  - 중국계 한국인 경제학자, 교수 안유화.
- 1973년 - 대한민국의 전 야구 선수 문희성.
- 1974년
  - 영국의 싱어송라이터 제임스 블런트.
  - 일본의 희극인 진나이 토모노리.
- 1975년 - 미국의 배우 드루 배리모어.
- 1977년 - 스위스의 축구 선수 하칸 야킨.
- 1978년 - 타이완의 배우 온승호.
- 1979년
  - 오스트레일리아의 축구 선수 브렛 에머턴.
  - 대한민국의 배우 최은주.
  - 대한민국의 배우 이나영.
  - 대한민국의 희극인 양선일.
- 1980년 - 대한민국의 가수 강성훈. (젝스키스)
- 1981년
  - 대한민국의 전직 스타크래프트 프로게이머 이재훈.
  - 대한민국의 가수 미니.
  - 미국의 감독, 배우, 모델 제나 헤이즈.
- 1982년
  - 대한민국의 아나운서 이선영.
  - 대한민국의 뮤지컬 배우 차지연.
- 1983년 - 대한민국의 배우 진혜경.
- 1984년 - 일본의 그라비아 아이돌, 방송인, 기업인 쇼지 유코.
- 1985년 - 일본의 성우 코우사카 아츠시.
- 1986년
  - 대한민국의 배우 최다니엘.
  - 미국의 농구 선수 라존 론도.
  - 오스트레일리아의 배우 조시 헬먼.
  - 대한민국의 야구 선수 지훈.
- 1987년
  - 대한민국의 씨름 선수 이슬기.
  - 대한민국의 배우 한효주.
  - 아르헨티나의 축구 선수 세르히오 로메로.
- 1988년
  - 대한민국의 래퍼 고우리. (레인보우)
  - 대한민국의 배우 김지웅.
  - 일본의 축구 선수 기야마 고헤이.
- 1989년
  - 대한민국의 배우 윤주빈.
  - 대한민국의 힙합 래퍼 콕재즈.
  - 대한민국의 기상캐스터 최아리.
  - 폴란드의 육상 선수 보이치에흐 노비츠키.
- 1990년
  - 대한민국의 레이싱 모델 신유나.
  - 대한민국의 야구 선수 윤수강.
  - 대한민국의 사업가 이송이.
  - 이탈리아의 축구 선수 치로 임모빌레.
- 1991년
  - 우간다의 육상 선수 리베카 체프테게이. (~2024년)
  - 스웨덴의 가수 로빈 센베리.
  - 대한민국의 가수 은율.
- 1992년
  - 대한민국의 레이싱 모델 박하.
  - 대한민국의 야구 선수 딕슨 마차도.
  - 대한민국의 싱어송라이터 우디.
- 1993년
  - 대한민국의 연극배우 김미정.
  - 대한민국의 피겨 스케이팅 선수 알렉산더 겜린.
- 1994년
  - 대한민국의 배우 고주연.
  - 대한민국의 배우 남주혁.
  - 대한민국의 가수 케인.
  - 대한민국의 성우 신나리.
  - 일본의 성우 코우노 마리카.
  - 대한민국의 배우 한은서.
  - 오스트레일리아의 가수 레이철 레어카.
  - 대한민국의 축구 선수 박정빈.
  - 대한민국의 축구 선수 정훈성.
- 1995년 - 대한민국의 축구 선수 김건희.
- 1996년 - 대한민국의 가수, 작곡가 이화섭.
- 1997년 - 대한민국의 래퍼 언에듀케이티드 키드.
- 1998년 - 오스트레일리아의 배우 소피 와일드.
- 1999년
  - 대한민국의 가수 예하나 (프리스틴).
  - 대한민국의 모델 최미나수.
- 2000년
  - 대한민국의 유튜버 논리왕 전기.
  - 대한민국의 아나운서 전세희.
  - 미국의 축구 선수 티머시 웨아.
- 2001년
  - 일본의 아이들 요코야마 레이나. (모닝구무스메)
  - 대한민국의 가수 로라.
- 2002년
  - 대한민국의 가수 원혁 (E'LAST).
  - 대한민국의 치어리더 하지원.

## 사망
- 606년 - 제65대 로마의 교황 교황 사비니아노. (530년~)
- 1512년 - 이탈리아의 항해가 아메리고 베스푸치. (1454년~)
- 1875년 - 영국의 지질학자 찰스 라이엘. (1797년~)
- 1898년 - 대한제국 초대 황제의 아버지 흥선대원군. (1821년~)
- 1913년 - 스위스의 언어학자 페르디낭 드 소쉬르. (1857년~)
- 1943년 - 독일의 혁명가 한스 숄 & 조피 숄 남매. (1918년~, 1921년~)
- 1956년 - 일제강점기 조선령 관료 이원종. (1905년~)
- 1970년 - 미국의 만화영화 제작가 에드워드 셀저. (1893년~)
- 1983년 - 잉글랜드의 지휘자 에이드리언 볼트. (1889년~)
- 1985년 - 러시아 태생 미국의 바이올리니스트 겸 작곡가 에프렘 짐발리스트. (1889년~)
- 1987년 - 미국의 예술가 앤디 워홀. (1889년~)
- 2005년 - 대한민국의 배우 이은주. (1980년~)
- 2012년
  - 대한민국의 군인, 정치인 조재봉. (1930년~)
  - 미국의 전쟁 전문 기자 마리 콜빈. (1956년~)
- 2013년 - 대한민국의 배우 겸 가수 성인규. (1988년~)
- 2015년 - 대한민국의 당구 선수 김경률. (1980년~)
- 2017년 - 대한민국의 아나운서 박태남. (1959년~)
- 2018년
  - 대한민국의 민법학자 곽윤직. (1925년~)
  - 대한민국의 국회의원 우병규. (1929년~)
  - 미국의 영화배우 나네트 페브레이. (1920년~)
- 2022년 - 영국의 영화배우 애너 카렌. (1936년~)
- 2024년
  - 미국의 슈퍼센티네리언 에디스 체카렐리. (1908년~)
  - 포르투갈의 축구 선수, 축구 감독 아르투르 조르즈. (1946년~)

## 기념일
- 세인트루시아 독립기념일
- 다케시마의 날
- 콩의 날

## 같이 보기
- 전날: 2월 21일 다음날: 2월 23일 - 전달: 1월 22일 다음달: 3월 22일
- 음력: 2월 22일
- 모두 보기